# Parti pour la démocratie et le renouveau
Le Parti pour la démocratie et le renouveau (Dounkafa Ton en Bambara) est un parti politique malien créé en 1999, à la suite d'une scission du Parti pour la démocratie et le progrès (PDP). 
En 2001, Adama Koné a été réélu président du PDR.
Au cours du 2e congrès tenu à Bamako le 17 février 2007, Kalilou Samaké a été réélu président du PDR.

## Résultats électoraux
| Année | Élection                           | Scores et observations                          |
| 1999  | Élections communales               |                                                 |
| 2002  | Élection présidentielle            | A soutenu la candidature d’Amadou Toumani Touré |
| 2002  | Élections législatives             | 1 député (sur 147)                              |
| 2004  | Élections communales               | 98 conseillers, deux maires                     |
| 2007  | Élection des conseillers nationaux | pas d’élu                                       |
| 2007  | Élection présidentielle            | A soutenu la candidature d’Amadou Toumani Touré |
| 2007  | Élections législatives             |                                                 |
| 2009  | Élections communales               | 57 conseillers                                  |